# Водяные ослики
Водяные ослики (лат. Asellota) — подотряд равноногих ракообразных (Isopoda). Населяют морские и пресные воды. От двух до всех пяти сегментов плеона (брюшка) у представителей Asellota сливаются с плеотельсоном. У самцов вторая и иногда первая пары конечностей плеона преобразованы в сложно устроенный копулятивный аппарат. Первый плеомер самок не несёт конечностей. К Asellota относят свыше 2 000 современных видов, что составляет пятую часть всего разнообразия равноногих.

## Строение тела

### Членение и форма тела
Тагмозис (деление на отделы) тела Asellota соответствует общей схеме строения изопод. Переон обычно имеет полный состав сегментов (переонитов). Однако первый переональный сегмент в нескольких родах сливается с головой, но его конечности при этом не преобразуются во вторые ногочелюсти. Кроме того, известны случаи частичной редукции последнего переонита. От основной части переона в каждом сегменте у многих Asellota отходят выросты, несущие переоподы.
Тело представителей нескольких семейств Janiroidea подразделено на два резко различных отдела. В семействах Desmosomatidae, Macrostylidae и части Nannoniscidae передняя часть переона несет копательные переподы, задняя — плавательные или ходильные. Соответственно, внешне обычно отличаются передняя и задняя части переона. В семействе Munnopsididae аналогичное деление переона ещё более явно. Тело представителей этого семейства подразделено на натасому — мускулистую заднюю часть, несущую плавательные переоподы, и амбулосому — переднюю часть, которая несет переоподы, используемые для передвижения по субстрату, «шагания» в толще воды и осязания.
Тело целого ряда семейств Asellota подразделено на широкую переднюю часть и узкую заднюю, отчего рачки приобретают грушевидную форму. Такая характерная форма тела («мунноидная»), тем не менее, свойственна семействам, вероятно, не имеющим прямого родства (Munnidae, Santiidae, Paramunnidae, Haplomunnidae и др.).
Для многих Asellota характерна червеобразная форма тела, что в большинстве случаев (Microparasellidae, Microcerberidae и др.) сопровождается уменьшенными размерами тела и связано с интерстициальным образом жизни.
Плеон состоит из плеотельсона, с которым у всех Asellota сливается помимо пятого плеонита и четвёртый. Третий плеонит свободен лишь у немногих Asellota и обычно перед плеотельсоном располагаются 1-2 свободных плеонита. В нескольких семействах Janiroidea с плеотельсоном сливаются все плеониты, а у некоторых Munnopsididae и Haploniscidae эти слияния могут затрагивать и задние переониты. Нижняя сторона плеона образует «жаберную камеру», в которой располагаются плеоподы. Анус может располагаться на плеотельсоне в самых различных местах. Исходя из положения ануса и уроподов, был сделан вывод об отсутствии тельсона у некоторых Asellota.

Схема строения Asellota на примере Stenasellidae (слева) и Paramunnidae (справа):
1..7 — переониты; an1 — антеннулы; an2 — антенны; eye — глаза; fpl — свободные плеониты; hd — цефалон (голова); ls — отростки переонитов, несущие конечности (limb stalks); pln — плеон (абдомен); prn — переон; prp — переоподы; pts — плеотельсон; up — уроподы

### Конечности
Антеннулы умеренной длины, часто многочлениковые, хотя число члеников может сокращаться до пяти. Антенны обычно длинные и несут рудимент экзоподита в виде небольшой чешуйки.
Ротовой аппарат грызущего типа, его конечности не подвергаются значительным редукциям и видоизменениям. Строение мандибул, однако, достаточно изменчиво и дает важные диагностические признаки для различения семейств.
Переоподы (конечности переона) крепятся к телу либо к нижней стороне выростов переона, либо сбоку к поверхности переонитов, либо на спинной (!) стороне переонитов (Microcerberidae). Переоподы, как правило, имеют различное строение на разных сегментах переона. Первый переопод часто не используется для передвижения и несет ложную клешню или редко — настоящую (в семействах Desmosomatidae и Katianiridae). У других азеллот клешни нет, и первый переопод используется для локомоции или как дополнительный орган осязания. Кроме того, в семействах с разделением тела на два функциональных отдела (см. выше) переоподы передней и задней частей тела резко отличны по строению и выполняемой роли. Так, например, короткие, широкие и обильно снабженные перистыми щетинками задние переоподы у Munnopsididae резко отличаются от длинных тонких переоподов амбулосомы. В семействах Ischnomesidae и Munnopsididae известны представители без последней пары переоподов, что с связывают с явлением прогенеза.
Плеоподы обычно располагаются в виде листов книжки в камере, образованной нижней частью плеона. Роль крышки выполняют первые две или три пары плеоподов. Первый плеопод у самок, однако, всегда отсутствует. У самцов второй или первый и второй (у Janiroidea, Microparasellidae, Pseudojaniridae) плеоподы составляют копулятивный аппарат. Остальные плеоподы листовидные, участвуют в дыхании и осморегуляции. Последняя пара плеоподов также иногда отсутствует.
Уроподы палочковидные, обычно двуветвистые, располагаются на конце тела.

### Органы чувств
Глаза Asellota, когда присутствуют, сидячие, расположены на верхней стороне головы или по бокам. У многих Janiroidea с «мунноидной» формой тела глаза расположены на неподвижных отростках головы. Все глубоководные, интерстициальные и часть пещерных Asellota лишены глаз.
Антеннулы несут органы химического чувства — эстетаски. Антенны и иногда первые переоподы выполняют роль органов осязания. Кроме того, по телу обычно разбросаны многочисленные щетинки.

## Размножение
Большинство Asellota раздельнополы, но в нескольких семействах известны случаи протогинического гермафродитизма.
У самца имеются парные или слившиеся пенисы, которые, однако, не являются копулятивными органами, а лишь передают спермии второму плеоподу. Именно второй плеопод (его эндоподит) вводится в половые пути самок. У Janiroidea и части Microparasellidae пенисы передают спермии сначала в особый канал в попарно сросшемся первом плеоподе, и лишь затем они поступают ко второму плеоподу. Роль первого плеопода этим не ограничивается: у многих Asellota эти плеоподы участвуют в управлении вторым плеоподом при копуляции.
Необычным является также строение женской половой системы. Родовое отверстие (на брюшной стороне пятого переонита) не используется для копуляции. Однако у самок всех семейств, не относящихся к Janiroidea, а также у части Janiroidea копулятивное отверстие сближено с родовым и внешне обычно от него не отличимо. Напротив, у большинства Janiroidea копулятивное отверстие смещено на боковую или спинную поверхность тела. У самок всех Asellota имеется разнообразная по строению сперматека.

## Образ жизни

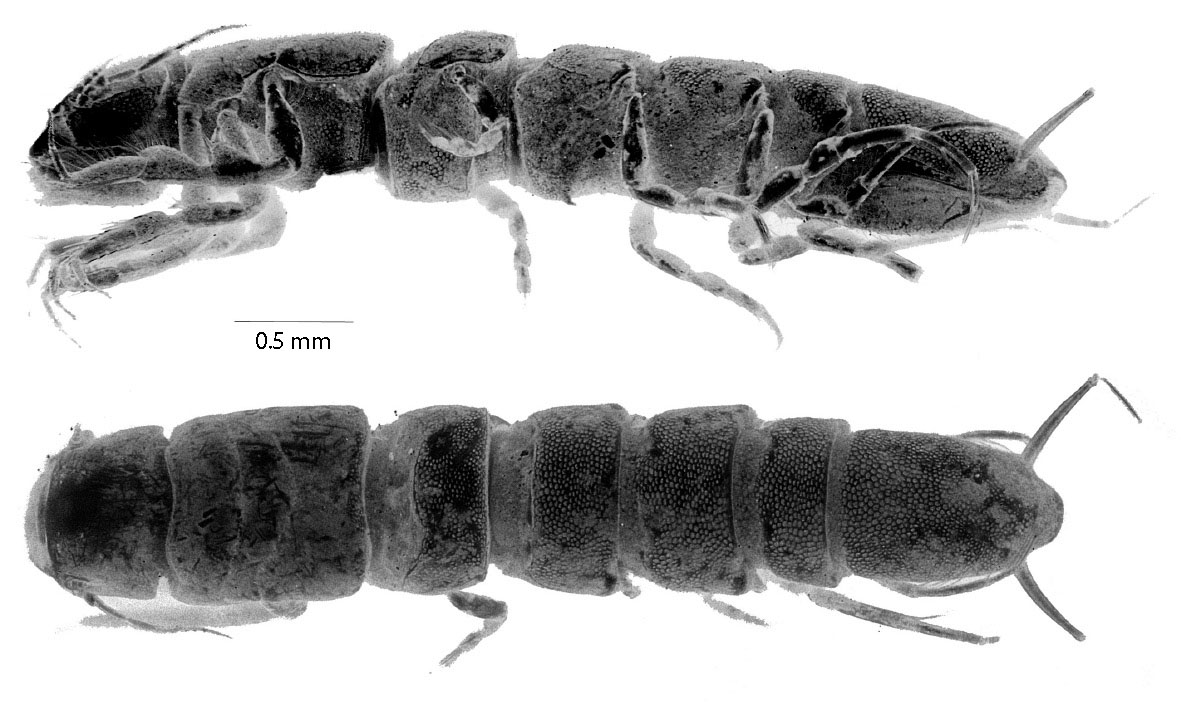
Macrostylis uniformis, обитает в Море Уэдделла, Антарктида.

Все Asellota являются водными, обычно свободноживущими животными. Подавляющее большинство Asellota являются бентосными животными (обитателями дна), что относится и к способным к плаванию группам. Тем не менее, несколько представителей семейства Munnopsididae освоили толщу воды.
Наибольшего разнообразия Asellota достигают в морских водах. Здесь они представлены от приливно-отливной зоны до предельных океанических глубин. Asellota являются древним и одним из доминантных компонентов глубоководного и антарктического бентоса. Тем не менее, около 30 % всех видов являются пресноводными, причем семейства Asellidae, Stenasellidae и Protojaniridae встречаются исключительно в пресных водоемах.
Многие группы населили подземные воды: морскую и пресноводную интерстициаль, континентальные грунтовые воды, пещеры. Microcerberidae и Microparasellidae являются исключительно подземными, в основном интерстициальными животными.
Среди Asellota есть комменсалы других животных, причем часто их хозяевами служат другие изоподы. Паразиты в этой группе пока не обнаружены (кроме, возможно, Coulmannia).

## Филогения
Филогенетическое единство группы подтверждается целым рядом общих апоморфий. К ним относятся следующие особенности:
- четвёртый плеонит всегда срастается с плеотельсоном;
- первый плеопод у самок отсутствует;
- первый плеопод самцов одноветвистый.

В первых молекулярных исследованиях Asellota оказались парафилетической группой. Однако впоследствии было показано, что такой неправдоподобный результат является артефактом.
Филогенетические отношения внутри Asellota продолжают оставаться предметом дискуссий. Результаты большинства исследований противоречат друг другу. По наиболее согласованным результатам голофилетичными признаны следующие надсемейственные группы:
- Aselloidea;
- Microcerberidae + Atlantasellus[7][23];
- Janiroidea;
- Stenetrioidea[41];
- Большинство глубоководных морских семейств Janiroidea (Munnopsididae, Desmosomatidae, Nannoniscidae, Macrostylidae[15], к которым по молекулярным данным[43][44] примыкают Ischnomesidae, Mesosignidae и Janirellidae).

Большинство семейств явно или неявно признаются монофилетическими. Однако семейство Janiridae и по морфологическим, и по молекулярным данным полифилетично. Nannoniscidae имеют безусловное родство с Desmosomatidae и по современным представлениям не составляют самостоятельную кладу.

## Система
К подотряду относятся свыше 2100 описанных видов, распределенных по следующим группам:
- Aselloidea Latreille, 1802
  - Asellidae Latreille, 1802
  - Stenasellidae Dudich, 1924
- Stenetrioidea Hansen, 1905
  - Pseudojaniridae Wilson, 1986
  - Stenetriidae Hansen, 1905
- Gnathostenetroidoidea Kussakin, 1967
  - Gnathostenetroididae Kussakin, 1967
  - Protojaniridae Fresi, Idato & Scipione, 1980
- Janiroidea Sars, 1897
  - Acanthaspidiidae Menzies, 1962
  - Basoniscidae Wilson, 2024
  - Dendrotiidae Vanhöffen, 1914
  - Desmosomatidae Sars, 1899
  - Echinothambematidae Menzies, 1956
  - Haplomunnidae Wilson, 1976
  - Haploniscidae Hansen, 1916
  - Ischnomesidae Hansen, 1916
  - Janirellidae Menzies, 1956
  - Janiridae Sars, 1897
  - Joeropsididae Nordenstam, 1933
  - Katianiridae Svavarsson, 1987
  - Macrostylidae Hansen, 1916
  - Mesosignidae Schultz, 1969
  - Mictosoma (семейство Mictosomatidae Wolff, 1965)
  - Munnidae Sars, 1897
  - Munnopsididae Sars, 1869
  - Nannoniscidae Hansen, 1916
  - Paramunnidae Vanhöffen, 1914
  - Pleurocope (семейство Pleurocopidae Fresi & Schiecke, 1972)
  - Santiidae Kussakin, 1988
  - Thambematidae Stebbing, 1913
  - Xenosella (семейство Xenosellidae Just, 2005)
  - 11 родов incertae sedis
- Группы с дискуссионным статусом:
  - Atlantasellus (семейство Atlantasellidae Sket, 1979)
  - Microcerberidae Karaman, 1933
  - Microparasellidae Karaman, 1933[4][8]
  - Vermectias (семейство Vermectiadidae Just & Poore, 1992)